# Johanna Johansson
Johanna Johansson (1995) es una deportista sueca que compite en piragüismo en la modalidad de maratón.
Ganó una medalla de bronce en el Campeonato Mundial de Piragüismo en Maratón de 2022 y una medalla de oro en el Campeonato Europeo de Piragüismo en Maratón de 2022.

## Palmarés internacional
| \| Campeonato Mundial \| Campeonato Mundial \| Campeonato Mundial \| Campeonato Mundial \| \| Año \| Lugar \| Medalla \| Competición \| \| ------------------ \| ------------------------ \| ------------------ \| ------------------ \| \| 2022 \| Ponte de Lima (Portugal) \| Medalla de bronce \| K2 \| \| Campeonato Europeo \| \| \| \| \| Año \| Lugar \| Medalla \| Competición \| \| 2022 \| Silkeborg (Dinamarca) \| Medalla de oro \| K2 \| |                          |                   |             |
| Campeonato Mundial |                          |                   |             |
| Año | Lugar                    | Medalla           | Competición |
| 2022 | Ponte de Lima (Portugal) | Medalla de bronce | K2          |
| Campeonato Europeo |                          |                   |             |
| Año | Lugar                    | Medalla           | Competición |
| 2022 | Silkeborg (Dinamarca)    | Medalla de oro    | K2          |